# Sollenau
Sollenau è un comune austriaco di 4 848 abitanti nel distretto di Wiener Neustadt-Land, in Bassa Austria; ha lo status di comune mercato (Marktgemeinde).